# Harhaj
Harhaj est un village de Slovaquie situé dans la région de Prešov.

## Histoire
Première mention écrite du village en 1426.

## Démographie

### Évolution de la population
| Année:               | 1994. | 2004.   | 2014. | 2024.   |
| -------------------- | ----- | ------- | ----- | ------- |
| Nombre de personnes: | 229   | 250     | 270   | 257     |
| Différence:          |       | +9,17 % | +8 %  | -4,81 % |

| Année:               | 2023. | 2024.   |
| -------------------- | ----- | ------- |
| Nombre de personnes: | 260   | 257     |
| Différence:          |       | -1,15 % |